# Språkförbund i östra Nusantara
Språkförbund i östra Nusantara handlar om så kallade språkförbund i östra Nusantara, den sydostasiatiska övärlden..
I syfte att definiera gränserna för ett språkförbund definieras östra Nusantara av Klamer et al. såsom omfattande Halmahera, Moluckerna, Flores, Sumba, Timor (inklusive Timor Leste), Alor, Pantar och Fågelhuvudhalvön på Nya Guinea.. De språkfamiljer som är representerade i området är austronesiska språk, trans-nya guineaspråk, östliga fågelhuvudsspråk, västliga fågelhuvudsspråk, nordhalmaheraspråk, hatam-mansim och fyra isolat (yawa, mpur, maybrat, abun).
J L A Brandes hade redan 1884 påpekat att språken i Indonesien kan delas upp i en västlig och en östlig grupp, som främst definierades av ägarens och det ägdas relativa position i possessivkonstruktioner. Emellertid trodde han att detta berodde på de genealogiska förhållandena mellan språken. J C G Jonker kom dock fram till att denna och andra likheter hos de östliga språken inte kunde bero på genealogiska förhållanden utan på kontakt med papuanska språk. Emellertid tycks det vara M Klamer som var den första som explicit föreslog att östra Nusantara skulle kunna betraktas som ett språkförbund. Gränserna för språkförbundet var något annorlunda än det som senare kom att accepteras och omfattade bland annat Sulawesi och hela Sumbawa. Klamer presenterade 13 typologiska karakteristika som hon ansåg var karakteristiska för området till skillnad för västra Nusantara.